# 30 f.Kr.
30 f.Kr. var ett normalår som började en onsdag i den proleptiska julianska kalendern, men i verkligheten antingen ett normalår som började en onsdag, torsdag eller fredag, eller ett skottår som började en torsdag i den julianska kalendern (se skottårsfelet i den julianska kalendern för mer information).

## Händelser

### Efter plats

#### Romerska republiken
- Octavianus och Marcus Licinius Crassus blir konsuler i Rom, Octavianus för fjärde gången.
- 1 augusti – Octavianus erövrar Alexandria, vilket markerar Roms officiella annektering av Egypten.
- Augusti – Med Kleopatras självmord och avrättandet av Ptolemaios XV tar den Ptolemaiska dynastin, den sista av Egyptens kungadynastier, slut. Detta år räknas som det första under Octavianus personliga styre över Egypten.

### Efter ämne

#### Konst
- Den hellenistiska perioden inom grekisk skulptur tar slut.

## Avlidna
- 1 augusti – Marcus Antonius, romersk politiker och fältherre (självmord)
- 12 augusti – Kleopatra VII, drottning av Egypten (självmord)
- Augusti
  - Ptolemaios XV, den siste faraon av Egypten (avrättad)
  - Marcus Antonius Antyllus, son till Marcus Antonius och Fulvia (avrättad)
- Alexander Helios, tronpretendent i Armenien, Medien och Partien (troligen avrättad)